# Whiteochloa semitonsa
Whiteochloa semitonsa là một loài thực vật có hoa trong họ Hòa thảo. Loài này được (F.Muell. ex Benth.) C.E.Hubb. miêu tả khoa học đầu tiên năm 1952.